# رباط أصفر
الرباط الأصفر هي الأربطة التي تربط الصفيحة (ه) من المجاورة فقرات، على طول الطريق من المحور في الجزء الأول من عجز ( C2 إلى عجز S1). وتعتبر أفضل ما من المناطق الداخلية من قناة العمود الفقري، وعندما نظرت من السطح الخارجي يبدو أنها قصيرة، ويجري تتداخل بها الصفائح.
كل رباط يتكون من اثنين من الأجزاء الجانبية التي تبدأ واحدة على كل جانب من جذور عمليات مفصلي، وتمتد إلى الوراء إلى النقطة التي يلتقي الصفائح لتشكيل عملية الشائكة؛ الهوامش الخلفي لل حصتين على اتصال وإلى حد معين المتحدة، وترك فترات طفيف لمرور السفن الصغيرة. كل يتكون من نسيج مرن أصفر، والألياف التي، عمودي تقريبا في الاتجاه، هي التي تعلق على السطح الأمامي للصفيحة أعلاه، وعلى مسافة من هامشها السفلي، وعلى هامش السطح العلوي والخلفي للصفيحة أدناه. في منطقة عنق الرحم والأربطة هي رقيقة، ولكن واسع النطاق وطويل، بل هي أكثر سمكا في الصدر المنطقة، وسمكا في قطني المنطقة.
مرونتها ملحوظ يعمل على الحفاظ على وضع قائم، ومساعدة العمود الفقري في استئناف العمل به بعد ثني. والإيلاستين يمنع التواء في الرباط في القناة الشوكية خلال الإرشاد، والتي من شأنها أن تسبب ضغط القناة. تضخم من هذا الرباط قد يسبب تضيق العمود الفقري لانها تقع في الجزء الخلفي من قناة العمود الفقري.